# Sarah Inghelbrecht
Sarah Inghelbrecht, née le 1er octobre 1992 à Bruges, est une coureuse cycliste belge.

## Palmarès
- 2012
  - Médaille d'argent aux Championnats d'Europe de cyclisme sur piste juniors et espoirs 2012 en poursuite par équipes
- 2013
  - Championne de Belgique de cyclisme sur piste en keirin
  - Championne de Belgique de cyclisme sur piste en poursuite par équipes
- 2017
  - Grand Prix Sofie Goos

## Classements mondiaux
| Année                                 | 2015 | 2016 | 2017 | 2018 | 2019 |
| ------------------------------------- | ---- | ---- | ---- | ---- | ---- |
| Classement UCI                        | 590e | 358e | 159e | 237e | 404e |
| UCI World Tour                        |      | nc   | 112e | nc   | nc   |
|                                       |      |      |      |      |      |
| Légende : nc = non classéSource : UCI |      |      |      |      |      |